# Djursholms Curlingklubb
Djursholms Curlingklubb är en curlingklubb i Djursholm utanför Stockholm i Sverige. Klubben är en av landets största curlingklubbar och har flera lag aktiva på olika nivåer i seriesystemet. Hemmaisen finns i Danderyds Curlinghall i Djursholm.
Lag Oscarius, som vann VM 1973, tillhörde Djursholms CK.